# Station Antoniówka
Station Antoniówka is een spoorwegstation in de Poolse plaats Antoniówka.